# Jayro Campos
Jayro Rolando Campos León (Ibarra, 19 de julho de 1984) é um ex-futebolista equatoriano que atuava na posição de zagueiro.

## Carreira
Campos juntou com os mais jovens do Barcelona SC de Guayaquil, Ele jogou na formação do clube de futebol nas categorias de base. Em 2003, ingressou no clube Aucas e foi negociado a um clube europeu, o Gent da Bélgica. Em 2004 volta ao Futebol equatoriano onde estréia profissional com a camisa do Aucas em Quito.

### LDU Quito
Jayro Campos se desempenhou pela LDU Quito na Libertadores 2008, foi campeão e ajudou com que a equipe da LDU Quito ganhasse do Fluminense na final da Libertadores.

### Atlético Mineiro
No dia 15 de dezembro de 2009 foi contratado para reforçar o Atlético Mineiro na temporada de 2010, por um grupo de investidores.
Jayro teve um grande desempenho no começo de sua passagem pelo Atlético Mineiro, sendo inclusive eleito melhor zagueiro do Campeonato Mineiro 2010. Porém, caiu de rendimento e terminou a temporada como reserva.
No dia 18 de janeiro de 2011, foi noticiado que Jayro Campos seria liberado para negociar com um novo clube. O jogador queria estar atuando para poder ser convocado pela seleção de seu país para a disputa da Copa América de 2011.

### Deportivo Quito
No mesmo dia, Jayro Campos deu entrevista para uma rádio equatoriana revelando ter assinado contrato com o Deportivo Quito, voltando a seu país natal.
No dia 20 de janeiro de 2011, o clube anunciou oficialmente em seu site a contratação de Jayro. O jogador foi emprestado pelo Atlético Mineiro até o final do ano.

## Títulos
LDU Quito
- Campeonato Equatoriano: 2005, 2007, 2011
- Copa Libertadores da América: 2008
- Recopa Sul-Americana: 2009
- Copa Sul-Americana: 2009

Atlético Mineiro
- Campeonato Mineiro: 2010

Deportivo Quito
- Campeonato Equatoriano: 2011

## Ligações Externas
- Perfil do jogador na FEF